# Мадридські угоди
Мадридські угоди (ісп. Acuerdo Tripartito de Madrid; араб. اتفاقية مدريد) або Мадридський пакт — міжнародний договір, укладений Іспанією, Марокко та Мавританією в 1975 році щодо припинення іспанської присутності на території Іспанської Сахари, яка до моменту укладання Мадридських угод була іспанською провінцією та колишньою колонією. Угоди були підписані в Мадриді 14 листопада 1975 року, за шість днів до смерті Франсіско Франко, хоча їхній зміст ніколи не публікувався в Офіційному державному бюлетені. Цей договір суперечив Закону про деколонізацію Сахари, ратифікованому іспанським парламентом за чотири дні потому, 18 листопада. За умовами Мадридських угод, територія Західної Сахари розділилася виключно між Марокко та Мавританією, не враховуючи роль в процесі Фронту Полісаріо.

## Передумови

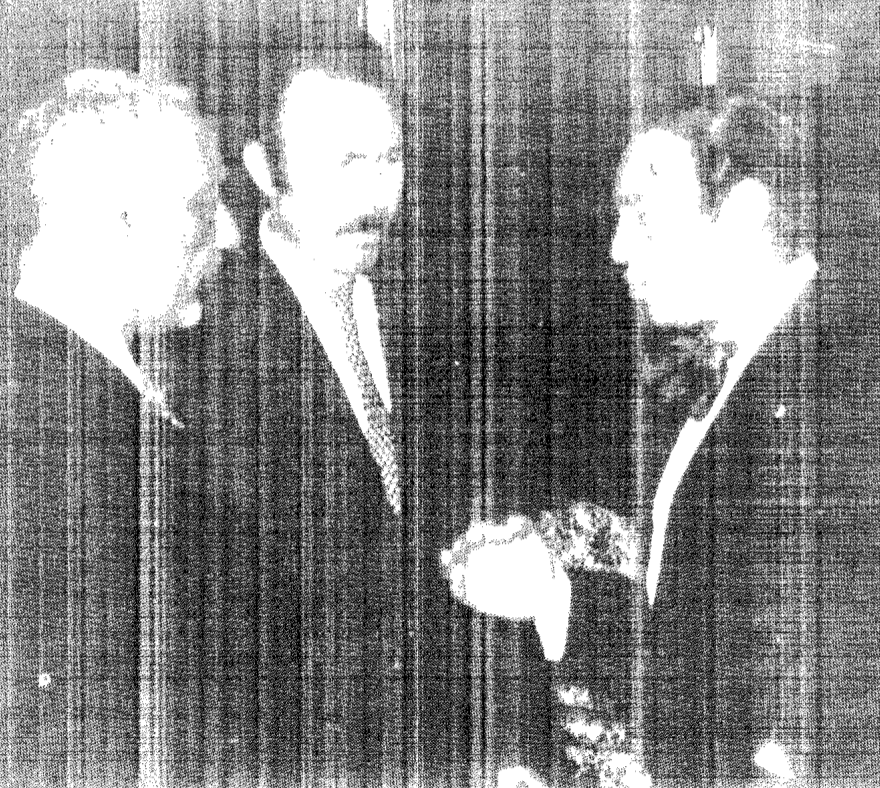
Президент Моктар ульд Дадда Мавританії, президент Алжиру Бумедьєн і король Марокко Хасан II під час зустрічі в Агадирі в 1973 році щодо вирішення питання Іспанської Сахари

Майбутнє провінції було предметом суперечностей впродовж декількох років через вимоги з боку Марокко та Мавританії щодо повного приєднання до їхнього складу спірної Західної Сахари. Іспанія зі свого боку намагалася надати цій території або режим внутрішньої автономії, або ж зробити з неї проіспанську незалежну державу. До того ж, чимало представників народу сахраві, з яких складався Фронт Полісаріо, домагалася незалежності, розпочавши партизанську війну. Організація Об'єднаних Націй з 1963 року розглядала територію Західної Сахари як колонію та вимагала самовизначення для неї відповідно до Резолюції Генеральної Асамблеї 1514. 

### Аргументи сторін
Мадридські угоди стали наслідком Зеленого маршу — 350-тисячної марокканської демонстрації, організованої королем Хасаном II задля тиску на владу Іспанії.
Офіційний Рабат вважав цю територію історично марокканською та претендував на неї з моменту здобуття незалежності в 1956 році. Відразу після здобуття незалежності Південне відділення Визвольної армії Марокко під назвою Армія Визволення Сахари боролося з іспанськими військами в Сіді-Іфні, Сакія-ель-Хамрі та Ріо-де-Оро, звільнивши більшу частину цих регіонів. Проте згодом, в 1958 році, Мадриду вдалося відновити повний контроль над цими територіями за допомогою Франції. Вимоги Марокко щодо Іспанської Сахари продовжувались і в 1960-х роках, посилюючись на початку 1970-х під тиском міжнародного співтовариства.
Проведення Зеленого маршу, а також наростаючі риторичні обміни між Мадридом та Рабатом переконали Іспанію в готовності Марокко вести війну за цю територію — саме про це йдеться в меморандумі Центрального розвідувального управління США Генрі Кіссінджеру на початку жовтня 1975 р.  20 листопада помер лідер Іспанії Франциско Франко, а уряд країни, прагнувши уникнення збройного конфлікту, вирішив розділити територію з метою збереження максимально можливого впливу та економічної вигоди.
Тодішній президент Мавританії Моктар ульд Дадда також висунув претензії  на спірну територію, називаючи її частиною «Великої Мавританії» ще до здобуття країною незалежності. За іншою думкою, головною метою претензій Мавританії було передусім тримати кордон із Марокко якнайдалі. Варто зазначити, що до 1969 р. Рабат теж претендував на «Велике Марокко», з Іспанською Сахарою та Мавританією в складі.

## Зміст
Томпсон і Адлофф пишуть:
Згідно з оприлюдненими умовами [договору], Іспанія погодилася деколонізувати Сахару та залишити територію до 28 лютого 1976 року. У проміжний період територія буде в веденні іспанського генерал-губернатора, який має двох марокканських і мавританських заступників губернаторів, які будуть поважати громадську думку народу сахраві, що виражається через народний збір. (...) Щодо фосфатних родовищ Бу-Краа, Іспанія збереже 35 відсотків акцій Fosfatos de Bucraa, SA, а частина з тих 65 відсотків, що підуть до Марокко, ймовірно, буде виділена Мавританії. Як повідомляється, між трьома сторонами, які підписали Конвенцію, були непубліковані угоди, які задовольняли Іспанію щодо її риболовних прав та включали припинення подальших вимог Марокко щодо президіотів, а також компенсацію репатрійованим цивільним громадянам Іспанії та Канарських островів. (стор. 175)
Бібліотека Конгресу Сполучених Штатів Америки зазначає (1990), що
На початку 1975 року і Марокко, і Мавританія погодились дотримуватися рішення Міжнародного суду про статус Іспанської Сахари, проте коли суд вирішив, що жодна з країн не має права вимагати суверенітету над територією, обидва уряди вирішили ігнорувати це рішення. У листопаді 1975 року вони уклали з Іспанією Мадридські угоди, за якими до Марокко входили північні дві третини території, а до Мавританії —  південна третина . Угода також включала застереження про те, що Іспанія збереже частки акцій гірничодобувного підприємства Бу-Краа. Мавританія погодилася на домовленості з, імовірно, слушним припущенням, що Марокко, маючи сильніші військовоі сили, інакше поглинуло б усю територію .

## Наслідки

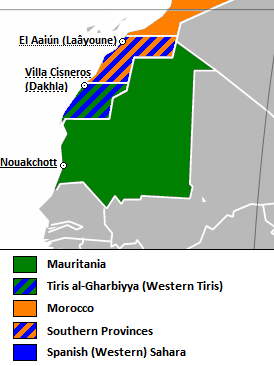
Поділ Західної Сахари за умовами договору

Проти цієї угоди жорстоко виступили Алжир та Фронт Полісаріо, які залишались прихильниками незалежності цієї території. Алжир направив делегацію високого рівня в Мадрид з метою тиску на Іспанію, щоб вона не підписувала угоди, і розпочав військову та дипломатичну підтримку Фронту Полісаріо на початку 1975 року. Алжир офіційно розглядав свою опозицію як спосіб підтримати Статут ООН та боротися з колоніалізмом, хоча багато спостерігачів вважали, що дії Алжиру були скоріше протистоянням впливу Марокко та намаганням виходу до Атлантичного океану.
Тому за часів Бумедієна відносини з Марокко значно погіршились. До того ж Алжир почав постачати партизанам Полісаріо зброю та притулок і засудив угоди на міжнародному рівні. Алжир вислав близько 45 тис. громадян Марокко, що мешкали в Алжирі, та розпочав радіопередачі на підтримку як Полісаріо, так і сепаратистської групи на Канарських островах, маючи, ймовірно, на меті помститися Іспанії.
Коли Марокко та Мавританія перейшли до задоволення своїх претензій, між військами двох країн та Полісаріо почалися збройні сутички. Полісаріо та Алжир вважали просування Марокко та Мавританії іноземним вторгненням, тоді як Марокко та Мавританія розглядали боротьбу проти Полісаріо як боротьбу проти сепаратистської групи. На підтримку Полісаріо Алжир направив війська вглиб території, але вони врешті-решт відступили після битви при Амгалі.
Сутички переросли у 17-річну війну, під час якої в 1979 році Мавританія була змушена відступити. Внаслідок конфлікту частина населення спірної території стала біженцями. Збройне протистояння остаточно було припинено в 1991 році.
Сьогодні статус території Західної Сахари залишається спірним.

## Міжнародний статус угод
Організація Об'єднаних Націй вважає Західну Сахару несуверенною територією, яка має пройти процес деколонізації. ООН визнає, що в даний час Марокко управляє більшою частиною цього регіону де-факто, але ані Генеральна Асамблея, ані будь-який інший орган ООН ніколи не визнавали факт суверенітету. У листі Генерального секретаря з юридичних питань та юридичного радника ООН Ганса Корелла в 2002 році, в якому він висловив висновок щодо законності дій, здійснених владою Марокко під час підписання контрактів на розвідку надр у Західній Сахарі, зазначено: 
Марокко продовжує вважати Західну Сахару як невід'ємною частиною своєї території, зокрема в силу Мадридських угод. В 1976 році фронт Полісаріо, що базується в Алжирі як уряд в еміграції, проголосив Сахарську Арабську Демократичну Республіку (САДР), заперечуючи, юридичну силу Мадридські угод. Полісаріо претендує на всю спірну територію, тоді як фактично контролює лише невеликі погано придатні для проживання її частини. САДР також не визнана ООН, але була визнана представником Західної Сахари при Африканському Союзі (АС), а її правляча партія, Фронт Полісаріо, визнана ООН принаймні як «єдиний законний представник народу сахраві». Мавританія повністю вийшла з конфлікту з 1979 року.
В 2020 році збройні сутички в Західній Сахарі між Марокко та Полісаріо поновилися.